# Swaledale cheese
Il Swaledale cheese è un formaggio inglese a pasta dura  prodotto nella zona di Swaledale, nella contea del North Yorkshire.
Dal giugno 1996, a livello europeo, la denominazione Swaledale cheese è stata riconosciuta denominazione di origine protetta (DOP) .

## Descrizione
È un formaggio grasso a pasta dura, ottenuto da latte vaccino, scremato prodotto in forme  cilindriche. La sua consistenza è friabile e morbida ed è di colore bianco. La sua crosta e ricoperta di muffa grigioazzurro-verdastra o con cera naturale.

## Produzione
Prodotto nella zona da secoli, la ricetta è conosciuta attualmente solo da poche persone.